# David Quammen
David Quammen (Cincinnati, Ohio, 24 de febrero de 1948) es un escritor estadounidense de ciencia, naturaleza y viajes; autor de quince libros.[cita requerida]
Durante 15 años escribió una columna llamada "Actos naturales" para la revista Outside. Sus artículos también han aparecido en National Geographic, Harper's Magazine, Rolling Stone, el New York Times Book Review, The New Yorker y otras publicaciones periódicas.[cita requerida]
En 2013, su libro Spillover (Contagio, publicado en español en el año 2020) fue candidato para el Premio de Literatura Científica PEN/E. O. Wilson.

## Biografía
Nació en Cincinnati, Ohio. Se graduó del Colegio San Javier en 1966. Es graduado de Yale y recibió una beca Rhodes para estudiar un posgrado en Oxford, donde estudió literatura, concentrándose en las obras de William Faulkner.
Llegó al Estado de Montana a principios de la década de 1970, atraído por la pesca de truchas, donde continúa viviendo y viajando ampliamente para National Geographic y para investigar para sus libros. Durante el otoño de 2014 y debido a los libros y artículos que ha publicado, estuvo bien involucrado en la discusión pública sobre el brote de ébola en África Occidental y su propagación.
De 2007 a 2009 fue profesor Wallace Stegner de Estudios de América Occidental en la Universidad Estatal de Montana.

### De ciencia
- Natural Acts: A Sidelong View of Science and Nature [Actos naturales: un vistazo de reojo a la ciencia y la naturaleza] (1985): relanzado por Avon Books en 1996 (ISBN 0-380-71738-7).
  - Natural Acts: A Sidelong View of Science and Nature (2009, W. W. Norton ISBN 978-0-393-33360-2): revisado y expandido.
- The Flight of the Iguana: A Sidelong View of Science and Nature [El vuelo de la iguana: un vistazo de reojo a la ciencia y la naturaleza] (1988, Charles Scribner's Sons, ISBN 0-684-83626-2).
- The Song of the Dodo: Island Biogeography in an Age of Extinctions [El sonido del dodo: biogeografía de la isla en una era de extinciones] (1996, Scribner, ISBN 0-684-82712-3): relanzado en 1997.[5]
- Wild Thoughts From Wild Places [Pensamientos salvajes de lugares salvajes] (1999, Scribner, ISBN 0-684-85208-X).
- The Boilerplate Rhino: Nature in the Eye of the Beholder [El rinoceronte cliché: la naturaleza en el ojo del espectador] (2001, Scribner, ISBN 0-7432-0032-2).
- Monster of God : the man-eating predator in the jungles of history and the mind [El monstruo de Dios: el depredador come hombres en la jungla de la historia y de la mente] (2003, Nueva York, W. W. Norton, ISBN 0393051404).[6][7]
- The Reluctant Mr. Darwin: An Intimate Portrait of Charles Darwin and the Making of His Theory of Evolution [El reticente sr. Darwin: Un retrato íntimo de Charles Darwin y la realización de su teoría de la evolución] (2006, Great Discoveries,  W. W. Norton, ISBN 978-0-393-32995-7)[8]
- The Long Follow: J. Michael Fay's Epic Trek Across the Last Great Forests of Central Africa [El largo recorrido: la épica travesía de J. Michael Fay a través del último gran bosque de África Central] (2006, National Geographic, ISBN 9780792255666).[9]
- The Kiwi's Egg: Charles Darwin And Natural Selection [El huevo del kiwi: Charles Darwin y la selección natural] (2007, Orion Publishing Group, ISBN 9780297845690).[10]
- Spillover: Animal Infections and the Next Human Pandemic [Repercusión: infección animal y la siguiente pandemia humana] (2012, W. W. Norton, ISBN 978-0-393-06680-7).[11]
- Ebola: The Natural and Human History of a Deadly Virus [Ebola: la historia natural y humana de un virus letal] (2014, W. W. Norton & Company, ISBN 0393351556).[12]
- The Chimp and the River: How AIDS Emerged from an African Forest [El chimpancé y el río: cómo el SIDA emergió de un bosque africano] (2015, W. W. Norton, ISBN 978-0-393-35084-5).[13]
- Yellowstone: A Journey through America's Wild Heart [Yellowstone: un viaje a través del corazón salvaje de Estados Unidos] (2016, National Geographic, ISBN 9781426217548).[14]
- The Tangled Tree: A Radical New History of Life [El árbol enredado: una nueva radical historia de la vida] (2018, Simon & Schuster,  ISBN 9781476776644).[15]
- Contagio, la evolución de las epidemias, Debate, 2021

### De ficción
- To Walk the Line, (1970, Knopf, ISBN 9780394449074).
- Walking Out (1980, Random House): del cual se inspiró una película del mismo nombre de 2017.
- The Zolta Configuration (1984, Tor Books, ISBN 9780812508000).
- The Soul of Viktor Tronko (1987, ISBN 9781477826119): Nancy Pearl es coautora.
- Blood Line: Stories of Fathers and Sons (1987, ISBN 9781555662721): republicado en 2008 por Johnson Books.

## Reconocimientos
- 1970: Beca Rhodes.[16]
- 1987: National Magazine Award.
- 1988: Beca Guggenheim por publicaciones sobre la naturaleza.[17]
- 1994: National Magazine Award.
- 1996: Premio de la Academia en Literatura, de la Academia Estadounidense de las Artes y las Letras.[18]
- 1996: Premio al Libro sobre el Mundo Natural, de la BP y The Wildlife Trusts.[19]
- 1997: Premio Helen Bernstein al Libro por la Exceencia en Periodismo.[20]
- 1997: Premio Lannan de Literatura por no Ficción, por parte de la Fundación Lannan.[21]
- 1997: Medalla John Burroughs por su libro The Song Of The Dodo, por parte de la Asociación John Burroughs.[22]
- 2000: Doctorado honorífico por parte de la Universidad del Estado de Montana.[23]
- 2001: Premio PEN/Spielvogel-Diamonstein por el Arte del Ensayo, por The Boilerplate Rhino.[24]
- 2005: National Magazine Award.
- 2009: Doctorado honorífico por parte del Colegio de Colorado.[25]
- 2012: Premio Stephen Jay Gould de la Sociedad para el Estudio y la Evolución.[26]
- 2013: Finalista para la Medalla Andrew Carnegie por la Excelencia en Ficción y no Ficción, por Spillover.[27][28]